# Repescagem da CONCACAF para a Copa América Centenário
A Repescagem da CONCACAF para a Copa América Centenário foram partidas internacionais de futebol para determinar as duas últimas seleções da CONCACAF classificadas para a Copa América Centenário. As partidas da repescagem foram entre o Panamá e Cuba, e a outra partida foi entre Trindade e Tobago e o Haiti. Ambas as partidas foram realizadas no Estádio Rommel Fernández na Cidade do Panamá no dia 8 de janeiro de 2016.

## Classificados
Das 16 seleções participantes na Copa América Centenário, seis seleções fazem parte da CONCACAF. Quatro dos seis representantes da CONCACAF se classificaram automaticamente.
| Seleção        | Zona  | Qualificação                            |
| -------------- | ----- | --------------------------------------- |
| Estados Unidos | NAFU  | Automática (País-sede)                  |
| México         | NAFU  | Automática                              |
| Costa Rica     | UNCAF | Campeão da Copa Centroamericana de 2014 |
| Jamaica        | CFU   | Campeão da Copa do Caribe de 2014       |

As outras duas vagas foram determinadas por uma repescagem entre as 4 melhores seleções ainda não classificadas para a Copa América Centenário na classificação final da Copa Ouro da CONCACAF de 2015.

### Classificação final da Copa Ouro da CONCACAF de 2015
Nota: Partidas decididas na prorrogação são contadas como vitórias e/ou derrotas, enquanto as partidas decididas em disputa por pênaltis são contadas como empates.

## Confrontos
Os quatro times classificados baseados na classificação final da Copa Ouro da CONCACAF de 2015 foram: 
1. Panamá
2. Trinidad e Tobago
3. Haiti
4. Cuba

Os confrontos foram definidos como:
- 1º vs 4º
- 2º vs 3º

Os confrontos foram decididos em jogo único, ambos realizados no mesmo dia no Estádio Rommel Fernández na Cidade do Panamá no dia 8 de janeiro de 2016, com o Panamá sendo sede da repescagem, por ter sido o melhor colocado na classificação final da Copa Ouro da CONCACAF de 2015.

### Partidas
| 8 de janeiro de 2016 | Trinidad e Tobago | 0 – 1    | Haiti       | Estádio Rommel Fernández, Cidade do Panamá |
| 17:10 (UTC−5)        |                   | CONCACAF | Belfort 83' | Público: 15 696 Árbitro: CAN David Gantar  |

Haiti classificado para a Copa América Centenário.
| 8 de janeiro de 2016 | Panamá                                               | 4 – 0    | Cuba | Estádio Rommel Fernández, Cidade do Panamá     |
| 20:30 (UTC−5)        | Gómez 3' · Tejada 17' (pen) · Cooper 52' · Pérez 89' | CONCACAF |      | Público: 15 696 Árbitro: MEX Fernando Guerrero |

Panamá classificado para a Copa América Centenário.